# Teuchophorus simplex
Teuchophorus simplex är en tvåvingeart som beskrevs av Josef Mik 1881. Teuchophorus simplex ingår i släktet Teuchophorus och familjen styltflugor. Arten har ej påträffats i Sverige. Inga underarter finns listade i Catalogue of Life.